# Bande dessinée et Figuration narrative

Bande dessinée et Figuration narrative est une exposition de bande dessinée qui s'est tenue en 1967 au Musée des arts décoratifs de Paris. 
Organisée par la Socerlid afin de valoriser un art alors tenu pour mineur, c'est l'une des premières expositions généralistes d'envergure consacrée à la bande dessinée. 
Contrairement à ce que son nom indique, les liens avec le mouvement artistique contemporain de la figuration narrative n'y sont que brièvement évoqués. 
De par leur aspect fondateur, le catalogue comme l'exposition « eurent une influence profonde sur la conception que le public cultivé se faisait de ce médium ».

## Exposition
Avec plus de 500 000 visiteurs, elle fut considérée comme un succès. 

## Catalogue
Son catalogue, également intitulé Bande dessinée et Figuration narrative, est la première introduction générale à la bande dessinée publiée en français.